# Erik el Rojo
Erik Thorvaldsson (nórdico antiguo: Eirikr Þorvaldsson), más conocido como Erik el Rojo (nórdico antiguo: Eirīkr hinn rauði) (Noruega, 950-Eystribyggð, Groenlandia, 1003), fue un vikingo, comerciante y explorador noruego de finales del siglo X.
Fundó el primer asentamiento vikingo en Groenlandia. Nació en el distrito de Jæren, Rogaland, Noruega, hijo de Thorvald Asvaldsson, un exiliado por asesinato. Se ha especulado con que el apodo de el Rojo posiblemente fuera por ser pelirrojo.

## Descubrimientos
Aunque la cultura popular acredita que Erik fue el primero en descubrir Groenlandia (actualmente perteneciente a Dinamarca), las sagas islandesas sugieren que otros exploradores nórdicos la descubrieron e intentaron colonizarla antes que él. La tradición asegura que Gunnbjörn Ulfsson (también conocido como Gunnbjörn Ulf-Krakuson) fue el primero en divisar esta masa de tierra. Un siglo antes de la llegada de Erik, fuertes vientos habrían arrastrado a Gunnbjörn hacia esa tierra, a la que llamó «islas Gunnbjörn» o «Gunnbjarnarsker». La naturaleza accidental de tal descubrimiento, sin embargo, hace que el crédito mayor en la historia de Groenlandia lo tenga Erik el Rojo, como su descubridor oficial.
Después de Gunnbjörn, Snaebjörn Galti visitó asimismo Groenlandia. De acuerdo con registros de la época, el intento de este hombre de establecer una población allí terminó en desastre.
Dentro de este contexto, aproximadamente en 982 Erik navegó hacia esta misteriosa y desconocida tierra. Rodeó el extremo sur de la isla (luego conocido como cabo Farewell) y navegó la costa occidental. Con el tiempo alcanzó una parte de la costa que estaba razonablemente libre de hielo y que por tanto tenía, al igual que Islandia, condiciones que le daban probabilidades de prosperidad y desarrollo futuros. Según la saga anteriormente citada, Erik pasó tres años de su exilio explorando esta tierra. La bautizó «Groenlandia» («Tierra Verde»). El primer invierno allí lo pasó en Eiriksey, y el segundo en Eiriksholmar, cerca de Hvarfsgnipa. El siguiente verano exploró toda la línea de la costa hasta lugares bastante al norte, como Snaefell o Hrafnsfjord.
Cuando su exilio terminó, regresó a Islandia y trajo consigo magníficas historias sobre aquella «tierra verde». Erik bautizó aquella tierra con un nombre mucho más sugerente que «Islandia» («Tierra de Hielo»), con el fin de atraer a colonos islandeses, puesto que creía que con ello la gente se sentiría más dispuesta a participar en la colonización. Para crear un establecimiento duradero en Groenlandia, Erik necesitaba a tantas personas como pudiese atraer. Su plan funcionó bastante bien, y muchas personas —particularmente aquellas «pobres gentes de Islandia» y aquellos que habían sufrido los estragos de la reciente hambruna— fueron convencidas de que Groenlandia podía ser su gran oportunidad.
Tras pasar el invierno en Islandia, Erik volvió a Groenlandia el siguiente verano, en el 985 d. C., esta vez con un gran número de colonos, quienes establecieron los primeros dos asentamientos en la costa suroccidental: el asentamiento oriental (Eystribyggð), en lo que hoy es Julianhåb, donde Erik tenía su granja llamada Brattahlíð, y el asentamiento occidental (Vestribyggð), en la actual Nuuk (con el tiempo, se desarrolló un asentamiento medio, pero muchos expertos opinan que formaba parte del occidental). Ambos asentamientos, ubicados en la costa suroccidental, resultaron ser las únicas zonas donde la agricultura era posible. Durante el verano, cuando el clima era más templado, los colonos enviaban verdaderos ejércitos hacia el norte, a la Bahía Disko, sobre el círculo polar ártico, a cazar. Así, conseguían carne de foca, cuya piel también era utilizable como ropa, y marfil de morsas, narvales o ballenas encalladas en la costa, si tenían suerte. Es probable que en estas expediciones se hubiesen encontrado con los Inuit, quienes todavía no habitaban la parte oriental de la isla.

## Eystribyggð

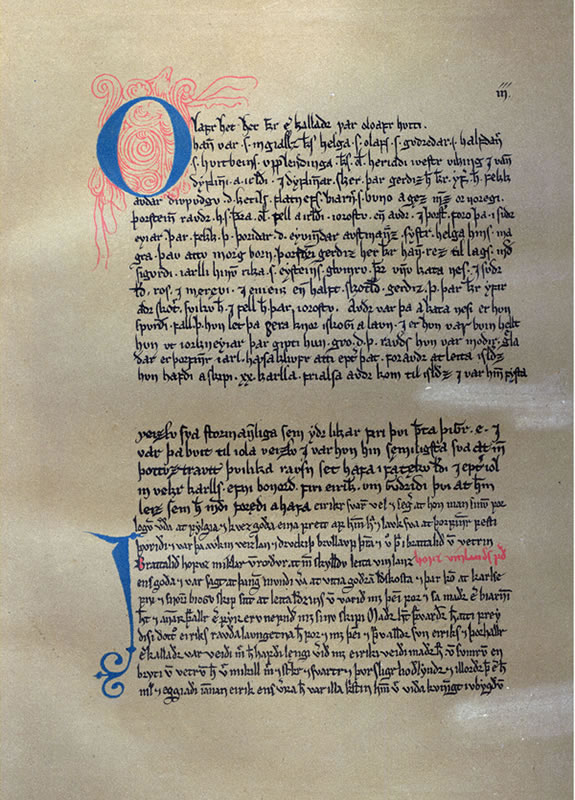
Página de la Saga de Erik el Rojo.

En Eystribyggð, Erik construyó la hacienda Brattahlíð, cerca del presente Narsarsuaq, para sí mismo. Erik sostuvo el título de «Jefe Principal» de Groenlandia y obtuvo gran respeto y riquezas. La empresa involucró un total de veinticinco embarcaciones, catorce de las cuales completaron exitosamente la travesía, y de las once restantes, algunas regresaron a Escandinavia, mientras que otras desaparecieron en el océano.
El asentamiento floreció, albergando un total de 3000 habitantes esparcidos sobre una vasta área a lo largo del Eriksfjord y otros fiordos contiguos. Llegaban grupos de inmigrantes que escapaban de la superpoblada Islandia y se unieron a los colonos originales.
Sin embargo, algunos colonos que llegaron en el 1002 d. C. trajeron consigo una epidemia que causó estragos en la población de la isla, matando al propio Erik. Con todo, la colonia rebrotó y sobrevivió hasta la Pequeña Edad de Hielo en el siglo XV, cuando se hizo inviable para el estilo de vida europeo. Los ataques de piratas, los conflictos con los Inuit que invadían sus tierras y el abandono por parte de Noruega forzaron el declive de la población.

## Los descendientes de Erik
La historia dice que Erik y su esposa Theodhild tuvieron cuatro hijos: una hija, Þuríður Eiríksdóttir (n. 978), y tres varones, el también famoso explorador Leif Eriksson, Thorvald y Thorsteinn. De otro matrimonio tuvo una hija, Freydís Eiríksdóttir.
Erik fue ferviente defensor del paganismo nórdico, a diferencia de su hijo Leif y su esposa, quienes construyeron la primera iglesia cristiana en América en el patio de su granja. A pesar de lo que se ha especulado, parece improbable que haya sido Leif el pionero del cristianismo en Groenlandia.
Leif Eriksson se convirtió en el primer vikingo y europeo en explorar la tierra de Vinland, hoy parte de Terranova y Labrador, Canadá. Cuenta la leyenda que Leif invitó a su padre para el viaje, pero que este cayó de su caballo en el camino y, tomando esto como un mal presagio, decidió quedarse. Erik murió el primer invierno, tras la partida de su hijo.